# Olympus OM-3 Ti
Die Olympus OM-3 Ti kam 1995 auf den Markt und wurde bis 2002 gebaut. Sie war die überarbeitete Nachfolgerin der Olympus OM-3 und die letzte Kamera des analogen Olympus OM-System. Die OM-3 Ti war die erste vollmechanische Kamera mit vollständiger Integration der TTL-Blitztechnologie. Die Messung erfolgt „autodynamisch“ direkt auf dem Verschlussvorhang bzw. während der Belichtung auf der Filmoberfläche. Durch das autodynamische Messsystem reagiert die Kamera direkt auf veränderte Lichtverhältnisse und nutzt diese Technik um äußerst exakte Blitzbelichtungen zu realisieren.
Wie ihre mit Belichtungsautomatik ausgestattete Schwesterkamera die Olympus OM-4 Ti verfügt die OM-3 Ti über ein äußerst ausgereiftes Belichtungsmesssystem mit Multi-Spot-Messung (bis zu 8 Messpunkte können zu einer Messung zusammengefasst werden). Die Messung erfolgt per Silizium-Fotodiode und deckt ca. 2 % des Bildfeldes ab. Hinzu kommen noch Highlight- und Shadow-Tasten für sehr helle bzw. sehr dunkle Motive.
Die Kamera wurde für professionelle Benutzung konzipiert und entsprechend in ein umfangreiches Zubehörsystem integriert. Um den harten Anforderungen professioneller Nutzung zu genügen, wurden die Deckkappe und die Bodenplatte der Kamera aus widerstandsfähigem Titan hergestellt. Zum zusätzlichen Schutz wurde die Oberfläche mit einer aufwändigen, reflexmindernden Spezialbeschichtung versehen, die ihr darüber hinaus eine unverkennbare Optik verleiht. Die Kamera benötigt Batteriestrom nur für die Belichtungsmessung und funktioniert auch ohne Strom.

## Zubehör

### Kamera-Antriebe
- Motor Drive: Im OM-System gibt es den Motor Drive 1 und Motor Drive 2. Beide erlauben Filmtransporte bis 5 Bilder/Sekunde. Der Motor Drive 2 bietet darüber hinaus auch eine motorisierte Filmrückspulung. Für die Motor Drives gibt es folgende Energiequellen: NiCd-Pack (15 V), Batteriehandgriff (18 V, für 12 Batterien oder Akkus der Größe AA), Steuergerät mit Netzanschluss

- Winder: Im OM-System gibt es den Winder 1 und Winder 2. Der Winder 1 bietet nur Einzelbild-Aufnahmen, während der Winder 2 auch Serienbilder mit bis zu 2,5 Bilder/Sekunde bietet. Automatische Filmrückspulung bieten die Winder nicht.

### Kamera-Rückwände
Die Standard-Rückwand ist gegen folgende Rückwände austauschbar:
- OM-Datenrückwand: eine Rückwand zur Einbelichtung von Datum, Uhrzeit und Belichtungsdaten (Recorddata Back 4).

- Langfilmmagazine: Magazine 1 und 2 für Filmmaterial für bis zu 250 Aufnahmen.

### Mattscheiben
16 auswechselbare Typen von Mattscheiben, von der Vollmattscheibe bis zur Version mit Schnittbild/Mikroprismenring. Die Mattscheiben werden durch das Objektivbajonett gewechselt. Die OM-3 Ti wird serienmäßig mit der neu entwickelten Einstellscheibe Lumi Micron ausgestattet, die durch gesteigerte Helligkeit und extrem feine Körnung eine exakte Scharfstellung auch bei schwierigen Lichtverhältnissen erlaubt.

### Blitzgeräte
Im OM-System gibt es mehrere Blitzgeräte mit unterschiedlichen Merkmalen. Besonders erwähnenswert ist das Vollsynchron-Blitzgerät Olympus F280, das im FP-Modus Blitzsynchronzeiten zwischen 1/60s und 1/2000s bietet.

### Fernauslösezubehör
Für die Steuerung der OM-3 Ti aus der Entfernung gibt es eine Reihe von Zubehör, wie z. B. Fernauslösekabel, den M. Quarz-Fernauslöser usw.